# Pallas Télévision
Pallas Télévision ou Pallas TV est une société de production audiovisuelle française créée en 2007 par le journaliste Éric Pierrot en association avec Link production.
Elle produit des reportages pour les groupes TF1, France Télévisions, M6, Canal +, et NextRadioTV.

## Historique
Pallas TV a produit le magazine hebdomadaire Faits divers, le mag diffusé tous les samedis à 14 heures sur France 2 du 16 février 2008 au 4 juillet 2010.